# Atlas (Parkway Drive)
Atlas è il quarto album in studio del gruppo musicale australiano Parkway Drive, pubblicato il 26 ottobre 2012 dalla Epitaph Records e dalla Resist Records. È stato nominato nella categoria Album dell'anno ai J Awards 2012.

## Tracce
1. Sparks – 2:18
2. Old Ghost/New Regrets – 2:50
3. Dream Run – 4:09
4. Wild Eyes – 4:19
5. Dark Days – 4:05
6. The River – 5:27
7. Swing – 3:32
8. The Slow Surrender – 4:14
9. Atlas – 4:09
10. Sleight of Hand – 4:27
11. Snake Oil and Holy Water – 2:49
12. Blue and the Grey – 5:47

## Formazione
Parkway Drive
- Winston McCall – voce
- Jeff Ling – chitarra solista
- Luke Kilpatrick – chitarra ritmica
- Jia O'Connor – basso
- Ben Gordon – batteria, percussioni

Altri musicisti
- Bruce Mann – tromba in Blue and the Grey
- Daniel "The Duke" Alexander – pianoforte in Atlas
- Mariah Green – violoncello in Sparks e Atlas
- Alison Belle – violino in Sparks e Atlas
- DJ Snagtoof – giradischi in The Slow Surrender
- Tim McAfee Lewis, Skip Jennings, Arnae Baston e Reirani Taurima – cori in Sparks, The River, Atlas e Blue and the Grey

## Classifiche
| Classifica (2012)          | Posizione massima |
| -------------------------- | ----------------- |
| Australia                  | 3                 |
| Austria                    | 33                |
| Germania                   | 22                |
| Nuova Zelanda              | 12                |
| Regno Unito                | 48                |
| Regno Unito (independent)  | 11                |
| Regno Unito (rock & metal) | 3                 |
| Stati Uniti                | 32                |
| Stati Uniti (digital)      | 24                |
| Stati Uniti (hard rock)    | 3                 |
| Stati Uniti (independent)  | 5                 |
| Stati Uniti (rock)         | 8                 |
| Svizzera                   | 57                |